# Marie-Luise
Marie-Luise ist ein weiblicher Doppelvorname. Er ist zusammengesetzt aus den Namen Marie  und Luise/Louise und wird mit oder ohne Bindestrich geschrieben.

## Varianten
- Marieluise, Marie Luise, Marie-Louise, Marie Louise, Marielouise
- Kurzformen: Marlies, Marliese, Marlis, Marlise, Malu

## Namensträgerinnen
Marie-Luise / Marie Luise / Marieluise
- Marieluise Beck (* 1952), deutsche Politikerin (Bündnis 90/Die Grünen)
- Marieluise Bernhard-von Luttitz (1913–1997), deutsche Schriftstellerin
- Marie-Luise Cavallar von Grabensprung (1889–1977), österreichische Schriftstellerin, Schauspielerin und Journalistin
- Marieluise Claudius (1912–1941), deutsche Schauspielerin
- Marieluise Deißmann-Merten (1935–2011), deutsche Althistorikerin
- Marie-Luise Dött (* 1953), deutsche Politikerin (CDU)
- Marieluise Fleißer (1901–1974), deutsche Schriftstellerin
- Marie-Luise Jahn (1918–2010), deutsche Widerstandskämpferin gegen den Nationalsozialismus
- Marie Luise Kaschnitz (1901–1974), deutsche Schriftstellerin und Dichterin
- Marie Luise Knott (* 1953), deutsche Journalistin, Autorin und Übersetzerin
- Marie-Luise Marjan (* 1940), deutsche Schauspielerin
- Marieluise Metzger (* 1938), deutsche Ordensfrau der Barmherzigen Schwestern
- Marie-Luise Nikuta (1938–2020), deutsche Mundartsängerin, -texterin und -komponistin
- Marie-Luise Schramm (* 1984), deutsche Schauspielerin und Synchronsprecherin
- Marie-Luise Stockinger (* 1992), österreichische Schauspielerin
- Marieluise Zizmann (* 1947), deutsche Badmintonspielerin

Marie Louise / Marie-Louise / Marielouise
- Marie Louise d’Orléans (1662–1689), Mitglied der französischen Königsfamilie Bourbon-Orléans, 1679 bis 1689 Königin von Spanien
- Marie Louise Élisabeth de Bourbon (1727–1759), Prinzessin von Frankreich und Navarra sowie Infantin von Spanien
- Marie-Louise von Österreich (1791–1847), Tochter von Franz II./I., Ehefrau von Napoleon I.
- Marie Louise von Schleswig-Holstein-Sonderburg-Augustenburg (1872–1956), Enkelin von Königin Victoria

- Marie-Louise Bouglé (1883–1936), französische Feministin
- Marie-Louise von Franz (1915–1998), Schweizer Altphilologin, Mitarbeiterin von C. G. Jung
- Marie Louise Fischer (1922–2005), deutsche Schriftstellerin
- Marielouise Jurreit (* 1941), deutsche Journalistin und Schriftstellerin